# Geblütsrecht
Geblütsrecht of recht van den bloede is het voorbehoud om van koninklijken bloede te zijn om koninklijke macht uit te oefenen. Dit gebruik van de Merovingen en Karolingen stamde uit de tijd van de Germanen, maar was ook nog van toepassing op het Duitse koningschap. Hier tegenover stond de koningsverkiezing of electio-principe, het oude voorrecht van de groten van een rijk om de koning te kiezen. In de praktijk kwam het neer op de persoonlijke macht of bannus van de regerende vorst om zijn opvolger aan te wijzen. Bij een sterke heerser gebeurde deze designatio door hemzelf, bij zwakkere vorsten had ook de aristocratie een inbreng. Voor beide vormen van opvolging gold echter dat er geen sprake was van een abstract staatsbegrip of res publica. Het rijk was een persoonlijk bezit van de heerser, dat na diens dood weer werd verdeeld.